# BMW X6
BMW X6 är en crossover, tillverkad av den tyska biltillverkaren BMW sedan 2008.

## E71 (2008-2014)
Se vidare under huvudartikeln BMW E71.

## F16 (2014-2019)
Se vidare under huvudartikeln BMW F16.

## G06 (2019- )
Se vidare under huvudartikeln BMW G06.

## Bilder

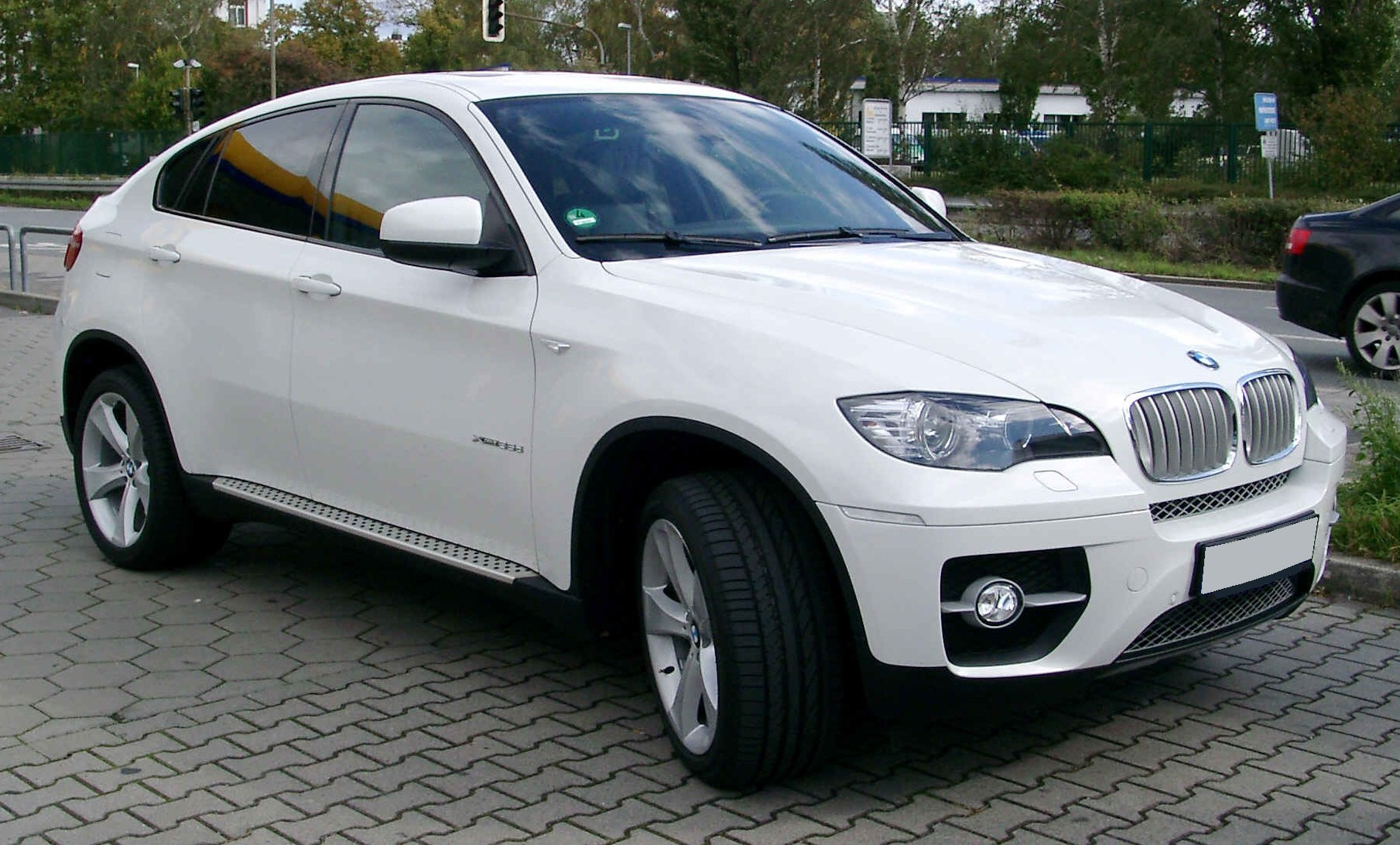
BMW E71.
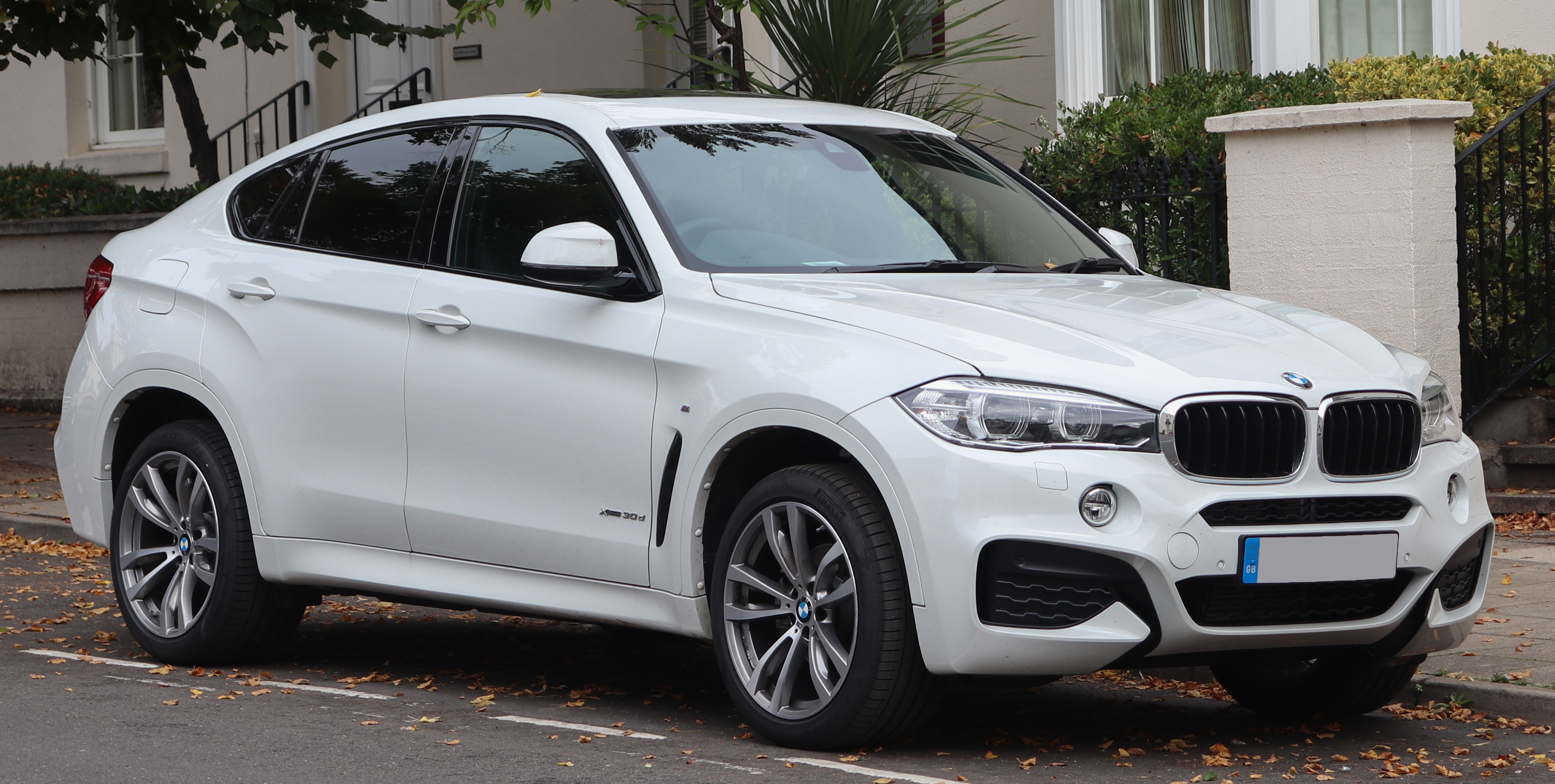
BMW F16.
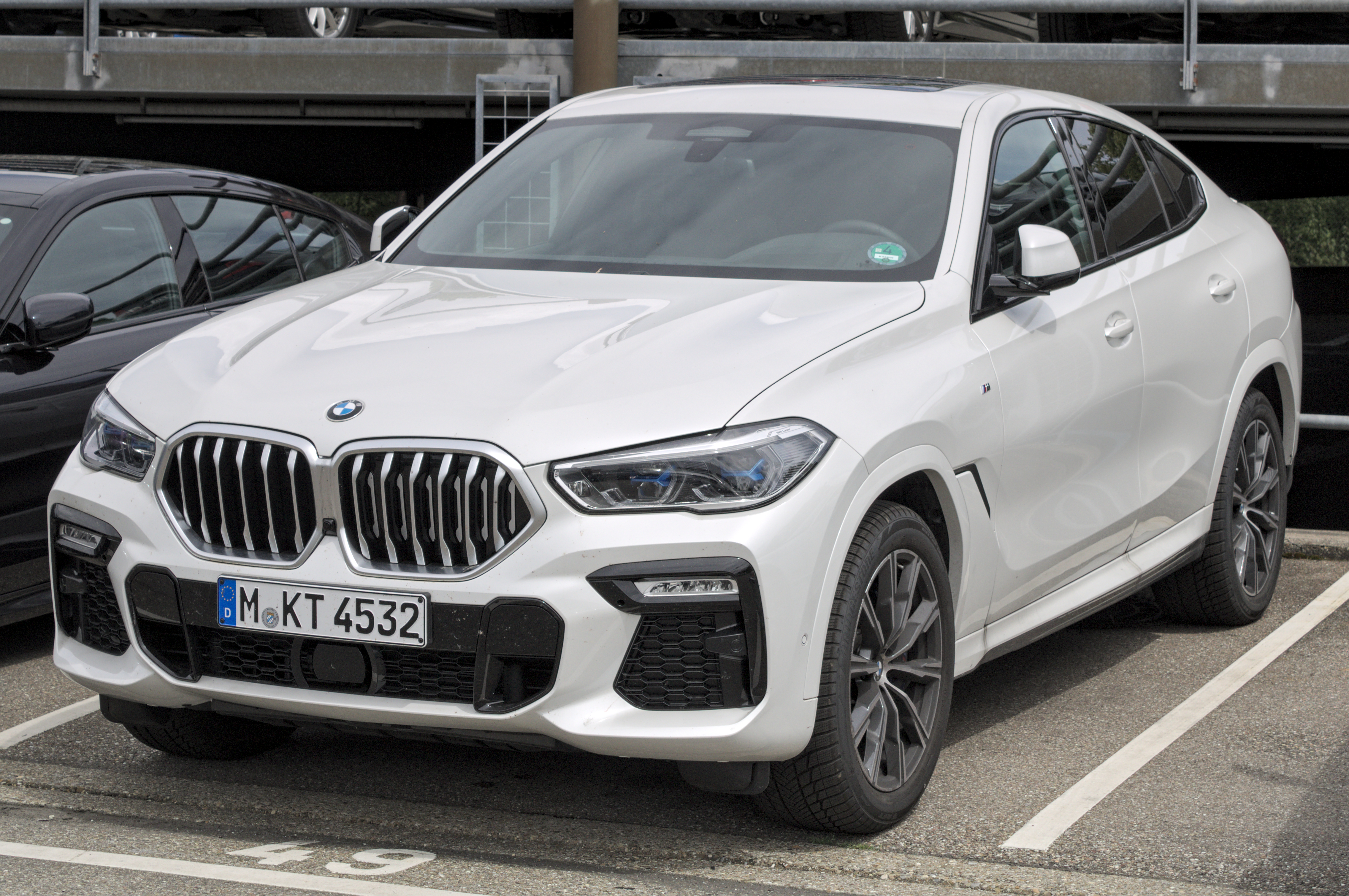
BMW G06.